# Нуриев, Ильгиз Равилевич
Ильгиз Равилевич Нуриев (21 января 1984, Сургут, СССР) — хоккеист, нападающий; тренер. Мастер спорта России международного класса

## Биография
Начинал заниматься хоккеем в Сургуте, после чего переехал в Тюмень и в течение 10 сезонов играл в «Газовике» / «Рубине». Чемпион России среди юношей 1984 г.р., Двукратный Чемпион России среди сборных команд региона. Бронзовый призёр Чемпионата России среди юношей 1984 г.р. Победитель турнира «Кубок Вызова» 1999 г. (г. Ванкувер, Канада). Победитель турнира Кубок Вызова 2004 г. (г. Бостон, США). Неоднократный участник турнира «Кубок Монблана» Франция в составе сборной России. Двукратный победитель и серебряный призер Всемирной зимней Универсиады 2003 г. (г. Тарвизио, Италия) 2005 г. (г. Инсбрук, Австрия) и 2007 г. (г. Турин, Италия).
Двукратный обладатель и двукратный финалист Кубка Казахстана. Пятикратный бронзовый призёр Чемпионата Казахстана. Победитель Зимних Азиатских игр в составе Национальной Сборной Казахстана 2017 г. (г. Саппоро Япония). Победитель Регулярного Чемпионата ВХЛ и Финалист Кубка Братины 2012—2013 гг. Рекорд по числу выигранных матчей — 23 победы подряд.